# Jardí botànic de Sibèria
El jardí botànic de Sibèria (en rus: Сибирский ботанический сад), és un jardí botànic situat a Tomsk, Rússia. És el primer jardí botànic que es va fundar més enllà dels Urals.

## Descripció
El jardí botànic depèn de la Universitat Estatal de Tomsk. El 2004 es va incloure a la llista d'àrees protegides d'importància regional. Cobreix una superfície de 126,5 hectàrees: 10 hectàrees es dediquen al parc del jardí botànic, amb hivernacles inclòs un hivernacle al bosquet de la universitat i 116,5 hectàrees dedicades a un dendrorium.
Més de sis mil espècies de plantes es cultiven en hivernacles i espais oberts que inclouen al voltant de dues mil espècies tropicals i subtropicals. S'hi conserven plantes d'hivernacle, arbres i arbustos decoratius, plantes de baies, cultiu agrícola, herbes, plantes medicinals, cereals i plantes rares o en perill d'extinció. Igualment s'hi poden trobar plantes dels gèneres Callistephus, Ribes, Rubus, Fragaria, entre d'altres.
L'hivernacle central té 31 metres d'alçada. És un dels hivernacles més alts del món.

## Història
És el primer jardí botànic que es va fundar més enllà dels Urals. Va ser establert el 1885 pel professor Krilov (1850-1931) i després del 1927 el va dirigir el professor Reverdatto (1891-1969). El professor Popov (1893-1955) va deixat un herbari ric en col·leccions de l'Àsia central i la Sibèria.